# مقاطعة ديلاوير (آيوا)
مقاطعة ديلاوير (بالإنجليزية: Delaware County)‏ هي إحدى مقاطعات ولاية آيوا في الولايات المتحدة الأمريكية.